# 荘蘊寛
荘 蘊寛（そう うんかん、繁体字: 莊蘊寬; 簡体字: 庄蕴宽; 拼音: Zhuāng Yùnkuān; ウェード式: Chuang Yün-k'uan）は、清末・中華民国の政治家・教育者。字は思緘。号は抱閎。

## 事績
南菁書院で学んだ後、1890年（光緒16年）に潯州書院教席となり、更に潯陽書院主講・夏敬亭家記室を務めた。その後、広西省に転任し、百色庁同知、平南県知県を歴任した。1904年（光緒30年）、同省の太平思順兵備道・領竜州辺防督弁を務める。翌年、桂林兵備道督弁に転じ、1907年（光緒33年）には梧州府知府に任ぜられた。後に南京・上海に移り、1910年（宣統2年）には予備立憲公会に加入して立憲派としての活動を開始している。1911年（宣統3年）、上海商船学堂監督となった。辛亥革命に際しては、1912年1月に一時的ながら江蘇都督代理として革命派により擁立されている。
中華民国建国後の1912年（民国元年）2月、統一党に参加して参事に選出された。翌1913年（民国2年）春に、南京の浦口商埠籌備処督弁に任ぜられている。1914年（民国3年）3月、平政院粛政庁都粛政使となり、その翌年1月には袁世凱から少卿に封じられている。1916年（民国5年）4月、新設された審計院の院長に任命された。1927年（民国16年）11月まで院長職を務めたが、その間は何度か一時離職をしている。
1919年（民国8年）2月、国民外交協会理事に就任し、1924年（民国13年）11月には弁理清室前後委員会監察員として招聘された。1925年9月、故宮博物院董事に任ぜられ、1927年（民国16年）には海関（税関）附加税保管委員会委員となっている。1928年（民国17年）10月、国民政府から故宮博物院理事に任命され、翌1929年（民国18年）3月には博物院図書館長に任ぜられたが、実際には就任しなかった。同年中に、江蘇省修志局局長に任命された。晩年は仏教信仰の生活に入ったが、1932年（民国21年）1月には国難会議会員として招聘されている。同年2月20日、故郷にて病没。享年67。

## 注
1. 1 2 3  徐主編（2007）、1128頁。
2. ↑  郭主編（1990）、72･86頁。